# Самарийгексакадмий
Самарийгексакадмий — бинарное неорганическое соединение, интерметаллид
кадмия и самария
с формулой Cd6Sm,
кристаллы.

## Получение
- Сплавление стехиометрических количеств чистых веществ:

{\displaystyle {\mathsf {6Cd+Sm\ {\xrightarrow {728^{o}C}}\ Cd_{6}Sm}}}

## Физические свойства
Самарийгексакадмий образует кристаллы
кубической сингонии, пространственная группа I m3, параметры ячейки a = 1,5572 нм, Z = 24,
структура типа иттрийгексакадмия Cd6Y
.
Соединение образуется по перитектической реакции при температуре 728 °C
.